# Qiu Jin
Pour les articles homonymes, voir Qiu.
Dans ce nom chinois, le nom de famille, Qiū, précède le nom personnel.

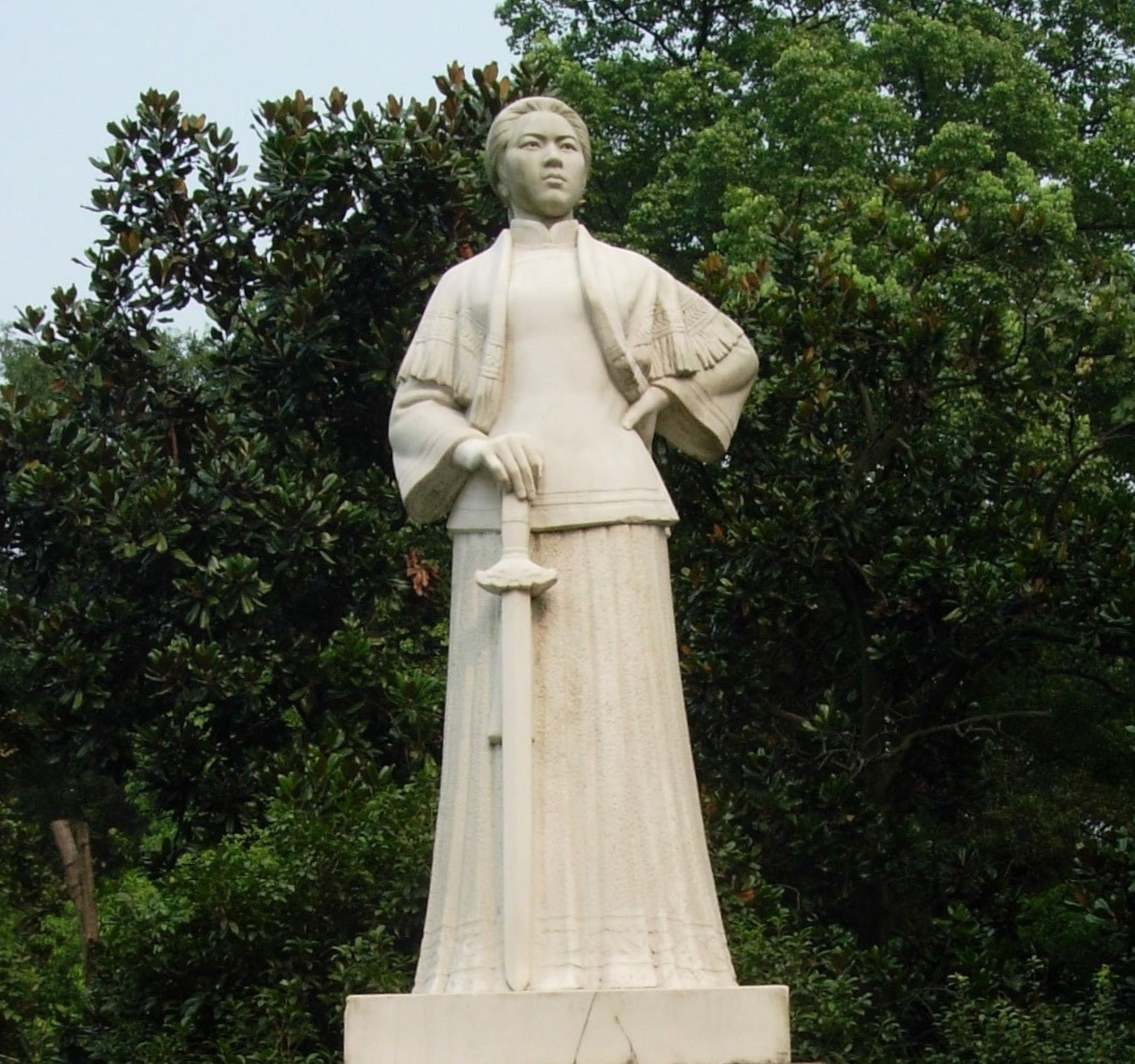
Statue de Qiu Jin.

Qiu Jin (chinois : 秋瑾 ; pinyin : Qiū Jǐn), née le 8 novembre 1875 à Xiamen et morte le 15 juillet 1907 à Shaoxing, est une poétesse, féministe et révolutionnaire chinoise.

## Biographie

### Enfance et formation
Qiu Jin naît le 8 novembre 1875 sous la dynastie mandchoue à Xiamen dans le Fujian de parents fonctionnaires originaires de la ville de Shaoxing.
Elle est mariée de force en 1896, puis suit son mari dans son travail à Pékin la capitale en 1900. En 1903, elle quitte mari et ses deux enfants pour aller s'instruire au Japon (dont elle apprend la langue) car pour elle l'égalité des sexes passe par l'acquisition du savoir chez les femmes,.

### Un parcours révolutionnaire
C'est en 1903 que sa façon de penser évolue, notamment sous l'influence du mouvement des Boxers, réprimé en 1900.  À cette époque, pour montrer son ressentiment envers le traitement réservé aux femmes sous la dynastie Qing et son gouvernement, elle s'habille en homme, apprend les arts martiaux et manie le sabre. Elle prend le surnom d'« ennemie des hommes ». 
En 1904, pendant ses études, elle se révolte contre les autorités japonaises qui interdisent à tout étudiant des actions allant à l'encontre de la politique du gouvernement. En 1905, elle rejoint la Ligue révolutionnaire fondée par le révolutionnaire Sun Yat-Sen, mais revient en Chine pour fuir la répression.
De retour à Shaoxing en 1906, elle occupe le poste d'enseignante dans une des premières écoles destinées aux filles. Début 1907, elle fonde une société pour l'émancipation des femmes. Elle est aussi poétesse, journaliste et éditrice et fonde à ce titre plusieurs journaux féministes dont la revue Femmes chinoises (Zhongguo nubao) à Shanghai, qui parait en janvier et février 1907. Elle appelle les femmes à acquérir leur indépendance intellectuelle et financière par les études et le travail et ainsi obtenir la liberté à se marier. Plusieurs de ses publications sont cependant interdites ou censurées.
Depuis la ville de Shaoxing, elle tente de provoquer un coup d'État contre l'impératrice douairière Cixi au pouvoir depuis 47 ans pour renverser la dynastie des Qing et établir une république, mais cette action se traduit par un échec. Elle est arrêtée le 13 juillet 1907 avant d'avoir pu lancer sa rébellion armée,. Elle est torturée, mais refuse de donner le nom de ses compagnons de lutte. Le procès est expédié et elle est condamnée avec pour preuve à charge ses poèmes.
Par ordre impérial, elle est condamnée à mort et est décapitée le 15 juillet 1907. C'est la première femme à être décapitée sous la dynastie des Qing. Lors de sa dernière nuit, Qiu  Jin aurait écrit son poème « Automne du vent, la pluie d'automne, je meurs de tristesse ». L'officier qui l'arrêta se suicida 100 jours après sa mort car il aurait été impressionné par son charisme et aurait échoué à convaincre ses supérieurs de ne pas l'exécuter.
Qiu Jin est une pionnière du mouvement féministe. Elle a compris que les femmes étaient considérées comme des compagnes de lutte des hommes, mais que le combat pour l'émancipation des femmes était omis. Elle milite notamment contre la tradition des pieds bandés, une pratique esthétique déformant les pieds des femmes et censée symbolisé la grâce féminine par excellence.

## Postérité

### Sa fille
Sa fille Wang Guifen est devenue la première aviatrice en Chine.

### Monument
Un monument est érigé en sa mémoire à la demande de Sun Yat-sen (1866-1925) en 1913. Ce monument est situé au bord du Lac de l'Ouest, dans le centre historique de la ville de Hangzhou, province du Zhejiang.

### Œuvre littéraire
De son œuvre littéraire, il ne reste que peu de traces aujourd'hui : seuls six des vingt chapitres inachevés de ses chants Pierre de l'oiseau (Jingwei shi) sont retrouvés. Ecrit en chinois population, cette œuvre est aussi connue sous le nom de tanci (conte accompagné d'un instrument de musique à cordes). Ce genre musical était surtout utilisé par et pour les femmes. Qiu Jin utilise ici la forme traditionnelle du récit sentimental pour dénoncer le patriarcat et le racisme. L'histoire décrit des jeunes filles recluses et privées d'instruction décidant de quitter leur pays.

### Icône féministe
Cette martyre révolutionnaire est devenue une icône en Chine. Qiu était courageuse, déterminée et engagée dans un combat qui consistait à montrer à l'empire de Chine que la place destinée aux femmes était ignoble, révoltante et injuste.    
- Prénoms sociaux: Xuánqīng (璿卿) et Jìngxióng (競雄)
- Sobriquet : « La chevalière du lac miroir » (鑑湖女俠 Jiànhú Nǚxiá)

## Adaptations cinématographiques
- En 2011, un film a été produit relatant des faits de sa vie : Qiu Jin, la guerrière (The Woman Knight of Mirror Lake, 2011) de Herman Yau, avec Huang Yi dans le rôle-titre.

- En 2016, Wu Tsang relate dans le film Duilian (2016) la relation de Qiu Jin avec son amie, la calligraphe Wu Zhiying[7]. En préparant ce film, Wu Tsang découvre que certains poèmes de Qiu Jin n'ont pas été traduits du chinois. Wu Tsang les fait traduire en anglais et les a réécrits avec boychild, l'actrice qui incarne Qiu Jin dans le film[8].